# 11. Luftwaffen-Feld-Division
La 11. Luftwaffen-Feld-Division  (11e division de campagne de la Luftwaffe) a été l'une des principales divisions de la Luftwaffe allemande durant la Seconde Guerre mondiale.

## Historique
Cette division a été formée en octobre 1942 à Munsterlager (en) à partir du Flieger-Regiment 31.
Du 28 décembre 1942 au 16 février 1943, la Division est transférée sur Athènes.
Comme plusieurs Luftwaffen-Feld-Division le 1er novembre 1943, la Division est prise en charge par la Heer et est renommée 11. Feld-Division (L). 
En 1945, dans le cadre de la lutte contre les Partisans elle participe à l'Opération Frühlingssturm.

## Commandement

Drapeau du commandant d'une division aérienne

| Début        | Fin             | Grade           | Nom       |
| ------------ | --------------- | --------------- | --------- |
| Octobre 1942 | 9 novembre 1943 | Generalleutnant | Karl Drum |

## Chef d'état-major
| Début         | Fin          | Grade          | Nom             |
| ------------- | ------------ | -------------- | --------------- |
| Décembre 1942 | Janvier 1943 | Hauptmann      | Volrath Gerlach |
| Janvier 1943  | Octobre 1943 | Oberstleutnant | Heinz Alewyn    |

## Rattachement
| janvier 1943 - février 1943 :   |  | Réserve / Armeeoberkommando (AOK) .12         | basé à Athènes  |
| février 1943 - mars 1943 :      |  | Befehlshaber Kreta / AOK .12                  | basé à Athènes  |
| mars 1943 - avril 1943 :        |  | Befehlshaber Kreta / Heeresgruppe E           | basé à Athènes  |
| mai 1943 - août 1943 :          |  | Befehlshaber Südgriechenland / Heeresgruppe E | basé à Athènes  |
| septembre 1943 - octobre 1943 : |  | Italien AOK .11 / Heeresgruppe E              | basé à Athènes  |
| octobre 1943 - novembre 1943 :  |  | Réserve sous Heeresgruppe E                   | basée à Athènes |

## Unités subordonnées
- Luftwaffen-Jäger-Regiment 21
- Luftwaffen-Jäger-Regiment 22
- Panzer-Jäger-Abteilung Luftwaffen-Feld-Division 11
- Luftwaffen-Artillerie-Regiment 11
- Luftwaffen-Pionier-Bataillon 11
- Radfahrer-Kompanie Luftwaffen-Feld-Division 11
- Luftnachrichten-Kompanie Luftwaffen-Feld-Division 11
- Kommandeur der Nachschubtruppen Luftwaffen-Feld-Division 11